# Левчук Володимир Володимирович
Володимир Володимирович Левчук (нар. 8 лютого 1959, місто Ківерці Ківерцівського району Волинської області) — український діяч, голова Овідіопольської райдержадміністрації Одеської області, 1-й секретар Одеського обкому ЛКСМУ. Член ЦК КПУ в грудні 1990 — серпні 1991 року.

## Біографія
Дитинство пройшло у місті Ківерці, з 1965 року разом із родиною проживав у селищі Великодолинському Овідіопольського району Одеської області. Закінчив середню школу.
У 1976—1981 роках — студент історичного факультету Одеського державного університету імені Мечникова.
Член КПРС.
У жовтні — грудні 1981 року — асистент кафедри історії УРСР Одеського державного університету імені Мечникова.
У грудні 1981 — липні 1983 року — завідувач відділу, у липні 1983 — вересні 1985 року — 2-й секретар, у вересні 1985 — січні 1987 року — 1-й секретар Центрального районного комітету ЛКСМУ міста Одеси.
У січні 1987 — лютому 1989 року — секретар, завідувач відділу виховання молоді Одеського обласного комітету ЛКСМУ.
У лютому 1989 — вересні 1990 року — 2-й секретар Одеського обласного комітету ЛКСМУ.
У вересні 1990 — 1991 року — 1-й секретар Одеського обласного комітету ЛКСМУ.
У квітні 1991 — червні 1992 року — голова Комітету у справах молоді при виконавчому комітеті Одеської обласної ради народних депутатів.
У червні 1992 — вересні 1993 року — заступник керуючого Одеської філії Молодіжного комерційного банку «Фіністбанк». З вересня 1993 року — директор Одеської філії спільного підприємства «Єврокрим».
У 1993—1995 роках — студент Одеського державного економічного університету, економіст.
У листопаді 1998 — червні 1999 року — начальник управління з питань внутрішньої політики Одеської обласної державної адміністрації. У червні 1999 — червні 2000 року — заступник голови з політико-правових питань Одеської обласної державної адміністрації.
У червні 2000 — березні 2005 року — голова Овідіопольської районної державної адміністрації Одеської області.
Член СДПУ(о) (2000—2006), член Політради СДПУ(О) (з .12.2002), секретар Одеського обласного комітету СДПУ(О) (з .12.2002); член Політбюра СДПУ(о) (з .03.2003).
У березні — серпні 2005 року — безробітний. У серпні 2005 — квітні 2006 року — президент Федерації волейболу Одеської області. Заступник президента федерації волейболу України.
У квітні 2006 — листопаді 2010 року — голова Овідіопольської районної ради Одеської області.
З 2012 року — директор ТОВ «Інвестмедіагруп».
У серпні 2014 — квітні 2017 року — голова Одеського обласного державного архіву.
З 21 квітня 2017 року — голова Овідіопольської районної державної адміністрації Одеської області.
Голова громадської організації «Берег Овідія». Співавтор монографії «Край Овідія. Археологія та історія Овідіопольського району» (2005).
Одружений. двоє синів.

## Нагороди
- почесна грамота Кабінету Міністрів України (.06.2003)[5]
- грамота Верховної Ради України (.11.2004)
- орден Дружби (Російська Федерація) (.10.2010)